# Кубок Північної Ірландії з футболу 1999—2000
Кубок Північної Ірландії з футболу 1999–2000 — 120-й розіграш кубкового футбольного турніру в Північній Ірландії. Титул здобув Гленторан.

## 1/16 фіналу
| Команда 1              | Рахунок | Команда 2         |
| ---------------------- | ------- | ----------------- |
| 22 січня 2000          |         |                   |
| Баллінамаллард Юнайтед | 1:2     | Кіллілей Ют       |
| Кліфтонвілл            | 3:0     | Портстюарт        |
| Лімаваді Юнайтед       | 0:2     | Арма Сіті         |
| Колрейн                | 7:0     | Комбер Рекріейшн  |
| Бангор                 | 2:0     | Каррік Рейнджерс  |
| Лофголл                | 0:1     | Балліміна Юнайтед |
| Ларн                   | 1:5     | Портадаун         |
| Гленавон               | 0:1     | Ньюрі Таун        |
| Тобермор Юнайтед       | 4:2     | Балліклер Комрадс |
| Бенбрідж Таун          | 3:2     | Іст Белфаст       |
| Лісберн Дістіллері     | 2:1     | Ома Таун          |
| Гленторан              | 3:0     | Крузейдерс        |
| Бессбрук Юнайтед       | 3:2     | Брентвуд          |
| Лінфілд                | 3:1     | Енкалон           |
| РУК                    | 2:1     | Інститут          |
| Данганнон Свіфтс       | 0:0     | Ардс              |

Перегравання
| Команда 1     | Рахунок | Команда 2        |
| ------------- | ------- | ---------------- |
| 25 січня 2000 |         |                  |
| Ардс          | 0:1 дч  | Данганнон Свіфтс |

## 1/8 фіналу
| Команда 1          | Рахунок | Команда 2        |
| ------------------ | ------- | ---------------- |
| 19 лютого 2000     |         |                  |
| Арма Сіті          | 2:2     | Гленторан        |
| Балліміна Юнайтед  | 2:1     | Бессбрук Юнайтед |
| Бангор             | 3:3     | Колрейн          |
| Данганнон Свіфтс   | 4:0     | Тобермор Юнайтед |
| Кіллілей Ют        | 0:1     | Лінфілд          |
| Портадаун          | 1:0     | Кліфтонвілл      |
| Ньюрі Таун         | 3:0     | Бенбрідж Таун    |
| Лісберн Дістіллері | 3:0     | РУК              |

Перегравання
| Команда 1      | Рахунок | Команда 2 |
| -------------- | ------- | --------- |
| 22 лютого 2000 |         |           |
| Гленторан      | 4:0     | Арма Сіті |
| Колрейн        | 8:3     | Бангор    |

## 1/4 фіналу
| Команда 1          | Рахунок | Команда 2         |
| ------------------ | ------- | ----------------- |
| 11 березня 2000    |         |                   |
| Колрейн            | 1:0     | Балліміна Юнайтед |
| Лісберн Дістіллері | 0:2     | Портадаун         |
| Ньюрі Таун         | 1:3     | Гленторан         |
| Лінфілд            | 2:2     | Данганнон Свіфтс  |

Перегравання
| Команда 1        | Рахунок | Команда 2 |
| ---------------- | ------- | --------- |
| 14 березня 2000  |         |           |
| Данганнон Свіфтс | 1:2 дч  | Лінфілд   |

## 1/2 фіналу
| Команда 1     | Рахунок | Команда 2 |
| ------------- | ------- | --------- |
| 7 квітня 2000 |         |           |
| Колрейн       | 0:0     | Портадаун |
| 8 квітня 2000 |         |           |
| Лінфілд       | 2:3     | Гленторан |

Перегравання
| Команда 1      | Рахунок | Команда 2 |
| -------------- | ------- | --------- |
| 11 квітня 2000 |         |           |
| Портадаун      | 1:0     | Колрейн   |

## Фінал
| 6 травня 2000 |

| Гленторан  | 1:0 | Портадаун |
| ---------- | --- | --------- |
| Гілзін 59' |     |           |

| Віндзор Парк, Белфаст Глядачів: 8 355 |